# Павуки-птахоїди
Павуки-птахоїди (Theraphosidae) — родина павуків з підряду мігаломорфні (Mygalomorphae). Тіло представників цієї родини зазвичай вкрите щетинками. Розміри вони мають різні, але найчастіше — це великі павуки, особливо південно-американські, які й живляться птахами. Не всі павуки-птахоїди є отруйними, отрута більшості птахоїдів не шкодить людині.

## Розміри
Довжина тіла: від 3 до 10 см. Відстань між лапами: до 30 см. Маса: до 400 г, в середньому — 85 г.

## Ареал існування

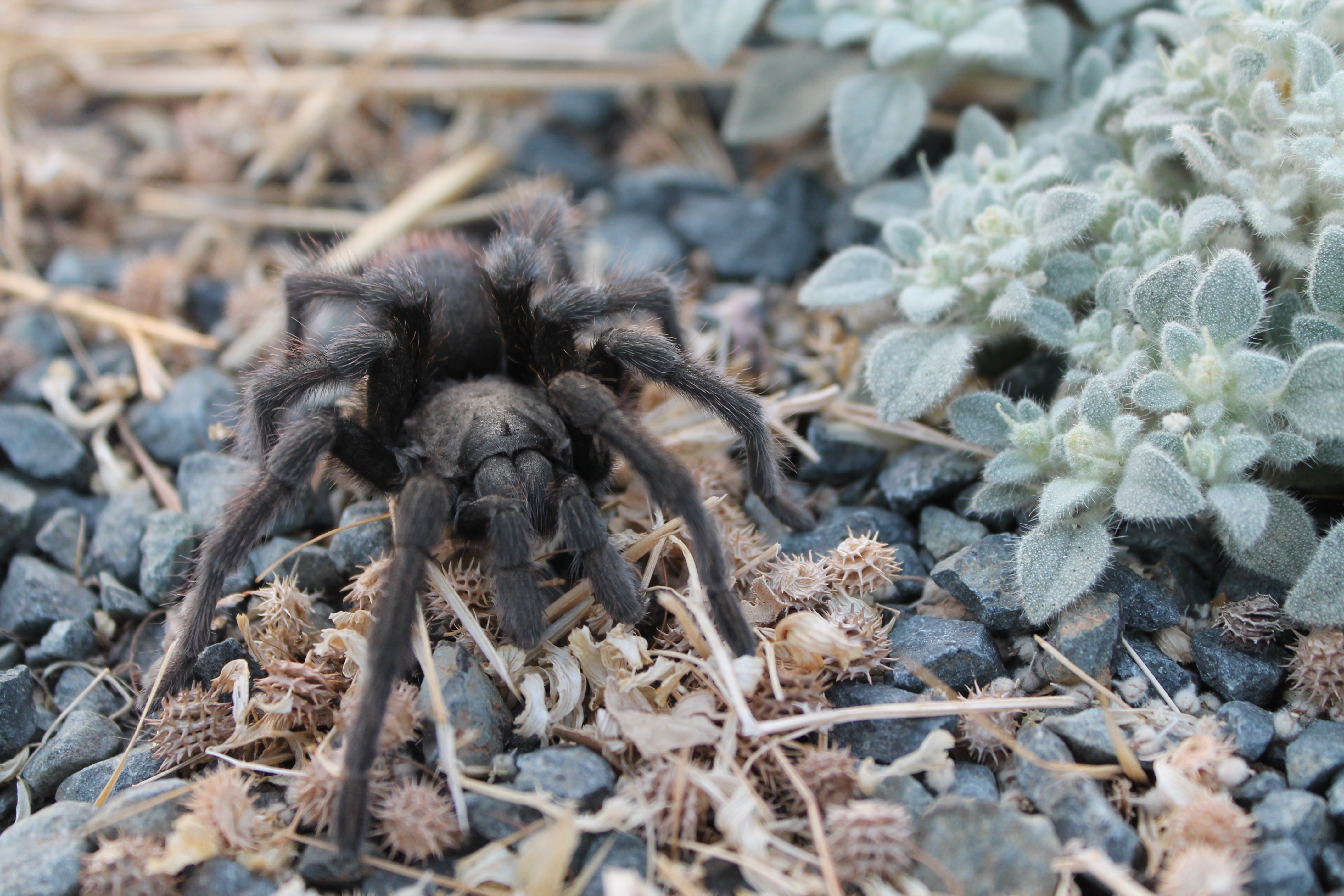
Самець Aphonopelma eutylenum поблизу Ексетеру, штат Каліфорція

Деревні птахоїди живуть у джунглях і охоче поселяються в старих пеньках, повалених деревах або у кронах дерев. На кінчиках їхніх лап розташовані спеціальні волоски, які дозволяють пересуватися по гілках та гладкій поверхні листя. Павуки-птахоїди, що живуть у норах, будують спеціальні ходи — своєрідні мінітунелі — і вистилають їх павутиною. Самки цих видів проживають у норах майже все життя. Хеліцерами вони ловлять комах, які опинилися поряд з ніркою. Іноді на полювання вирушають навіть вночі. Деякі види п'ють воду і навіть люблять дозволити собі покупатися.

## Спосіб життя та поведінка
Одинаки. Забарвлення сильно варіює, зазвичай — різні відтінки коричневого, деякі види забарвлені дуже яскраво. Найчастіше живляться комахами: сараною, метеликами, сонечками та багатоніжками. Деколи їдять інших павуків. Види більшого розміру полюють на ящірок, дрібних змій, жаб, мишей і невеликих птахів. Тривалість життя самиці — 10—30 років.

### Самозахист

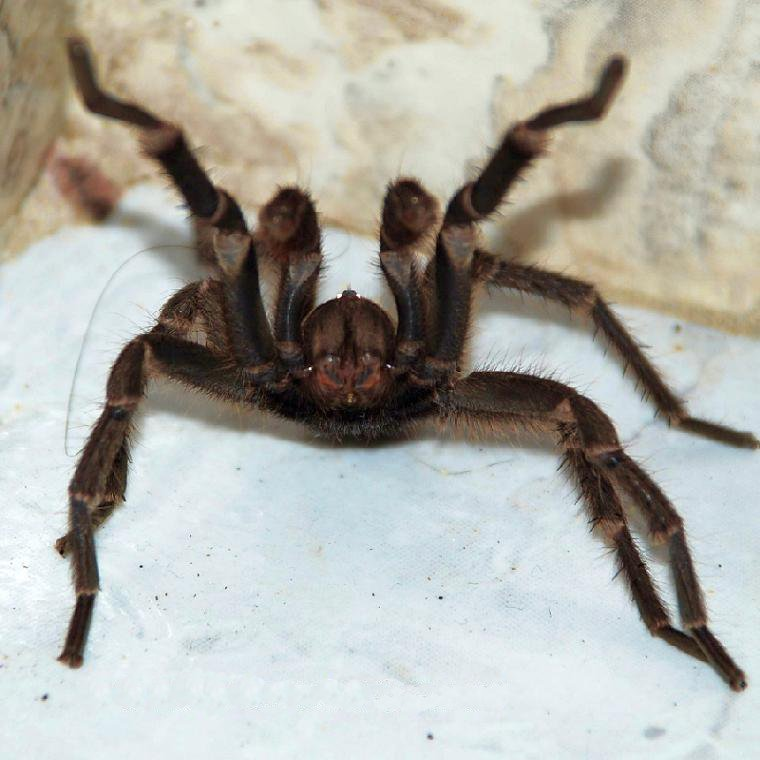
Бразильський птахоїд в оборонній позиції

У птахоїдів розвинулися багато способів самозахисту, які допомагають їм врятуватися від ворогів. Деякі види цих павуків загрозливо підіймають вгору передню частину тіла і кінцівки, розкриваючи при цьому хеліцери, займаючи оборонну позицію. Інші види повертаються до ворогів задньою частиною тіла та, якщо дійде до безпосереднього фізичного контакту, окропляють їх рідиною з різким запахом. У деяких випадках вони за допомогою кінцівок витягують з черевця ніжні волоски, які потім підіймаються в напрямі ворога. На цих волосках знаходяться невеликі насічки з отрутою. Якщо відбудеться контакт між волосками й очима або шкірою противника, він одразу ж відчує сильний біль. Птахоїди використовують цю тактику проти смугастих скунсів, єнотів і коаті, які викопують їх із нір. До подібних дій павуки вдаються також при зустрічі чи контакті з ящірками, жабами та птахами, що полюють на павуків, які залишили своє безпечне укриття. Смертельним ворогом птахоїдів є оси, а саме дорожня оса; інші види комах теж можуть їм немало зашкодити. Дорожня оса жалить павука в тулуб (грудний нервовий вузол), після того паралізований павук, затягнений в осину нірку, стає кормом для її личинок. Птахоїди з Африки, Австралії та Азії є агресивнішими й найчастіше використовують свою отруту[джерело?].

### Харчування

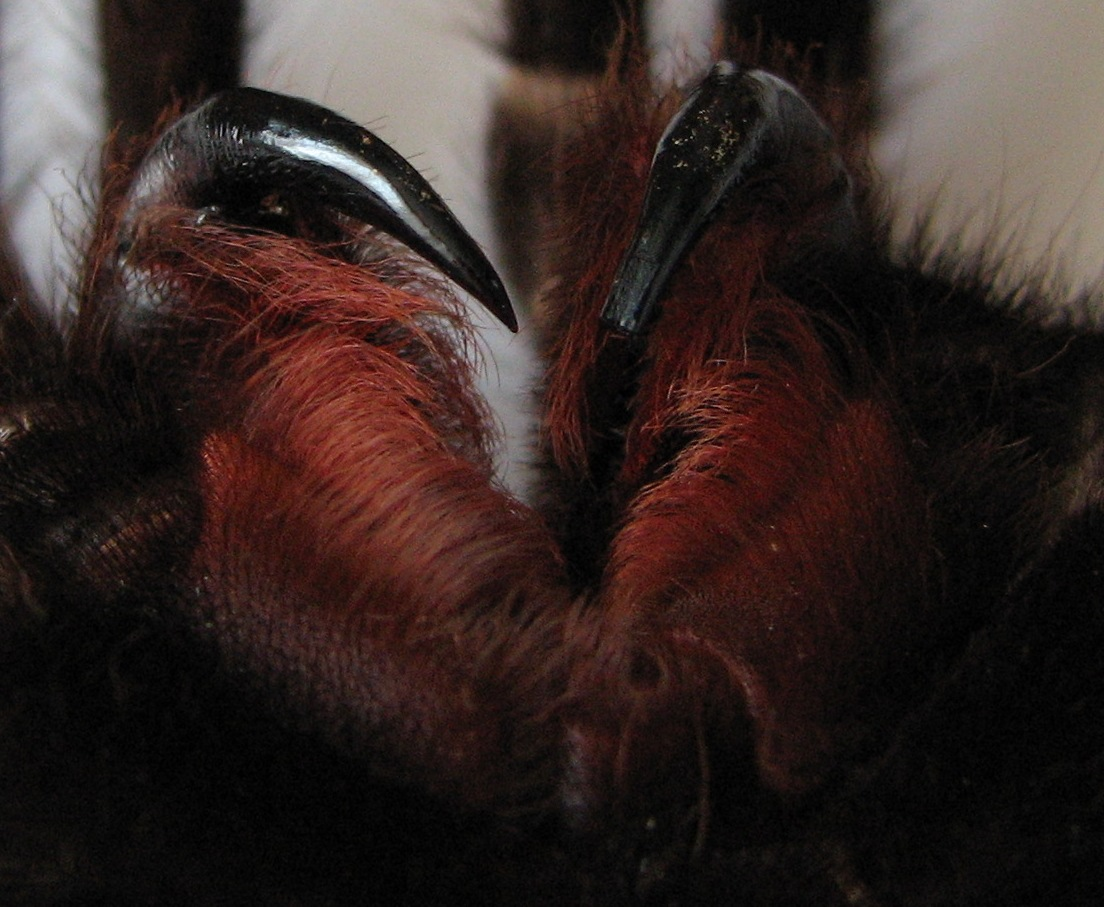
Хеліцери дорослої самки L. parahybana

Крупні види павуків живляться комахами, невеликими ящірками, молодими зміями, деревними жабами та дрібними гризунами. Іноді їм вдається навіть піймати нещодавні вилупи. Дрібніші види птахоїдів поїдають комах та інших павуків. Свою здобич птахоїд зазвичай прокушує гострими хеліцерами та паралізує отрутою, яку вприскує в тіло жертви. У них, як і в інших павуків, вузька глотка, тому птахоїди вприскують у тіло жертви спеціальну, багату на травні ензими рідину, і лише потім висмоктують цю заздалегідь перетравлену, рідку їжу.

### Розмноження
Спаровування птахоїдів відбувається в різний час, який насамперед залежить від них, а також від виду та регіону проживання. Після кожної зливи на території американського Південного Заходу і Мексики в сутінках з'являється безліч самців, які бродять у пошуках самок. Самці наземних видів птахоїдів входять у нірки самок, а самці деревних птахоїдів просто їх шукають, ритмічно постукуючи лапками по корі дерев. Цікавим є те, що партнери одного й того ж виду впізнають один одного по ритму й силі ударів. Самець носить сперму в копулятивних органах на кінцях педипальп. При спаровуванні він поміщає їх у статевий отвір самки. Тривалість розвитку яєць — два-три тижні, залежно від виду. Самка може відкласти до трьох тисяч яєць одночасно. Розвиток павуків, що вилупилися з яєць, може бути досить тривалим. Так, наприклад, відбувається в американських пустельних видів, у яких він триває навіть до 10 років. Павукам з тропічних лісів потрібно іноді лише два роки.

## Викопний літопис

Процес линьки (Acanthoscurria geniculata)

Павуки-птахоїди населяли сушу мільйони років тому, ймовірно ще задовго до того, як з'явилися динозаври. Однак дуже мало відомо про їхню первісну історію. На відміну від хребетних тварин, павуки не мають внутрішнього скелета, сліди якого могли б зберегтися в різних скам'янілостях. Відомі лише поодинокі знахідки частин тіла в бурштині. Ще рідше зустрічаються відбитки тіла самих павуків у пісковику. Деякі здогади про еволюційний розвиток павуків можна будувати, порівнюючи різні групи сучасних представників членистоногих. На підставі всієї наявної інформації такого роду можна вивести вигляд викопного павука. Імовірно ранні форми мешкали у норах, як і більшість сучасних павуків-птахоїдів.
У більш пізній час деякі групи видів покинули свої норні притулки й перейшли до більш відкритого способу життя. Далі деякі з них залишили наземний спосіб життя і почали плести павутину, інші перетворилися на активних наземних мисливців, а ті, що залишилися, зберегли прихильність до проживання в норах. За поширеною серед арахнологів думкою, мігаломорфні павуки, до яких відносяться сучасні птахоїди, найближчі за своєю будовою, зовнішнім виглядом і способом життя до своїх наземних павуків-прабатьків. Виявлена в Аргентині скам'янілість викопного павукоподібного має вік приблизно 300 мільйонів років і є найдавнішою знахідкою такого роду. Цей первісний організм був названий Megarachne servinei. Старовинний павук досягав розміру п'ятдесяти сантиметрів у розмаху ніг і тринадцяти сантиметрів довжини тіла. Інша скам'янілість, знайдена у Франції, імовірно оцінюється віком 240 мільйонів років — часом, коли динозаври тільки почали переходити від водного проживання до наземного. Цікаво також, що зовнішність викопного павука зазнала незначних змін з плином часу і майже не відрізняється від сучасних павуків-птахоїдів: теж різкий поділ головогрудей і черевця, хеліцери з кігтевидними кінцевими члениками, невеликі щупальцевидні педипальпи, чотири пари ходульних ніг і павутинні бородавки на кінці черевця. Разом з тим формування павутинного апарату павуків відбувалося, очевидно, в процесі виходу на сушу, а можливо ще й у самій воді, оскільки він утворений з зябрових ніжок одинадцятого і десятого сегментів. У доісторичний час павутина використовувалася для плетіння яйцевих коконів. Ця функція якраз найрозвиненіша в сучасних павуків-птахоїдів, що є однією з найпримітивніше організованих груп павуків. Таким чином, цілком можливо, що мігаломорфні павуки заселили сушу в ще більш ранній час, але зараз підтвердження цієї гіпотези у вигляді скам'янілих залишків не виявлено.

## Утримання у неволі
Деякі види птахоїдів-любителів тримають у тераріумах як домашніх тварин. До найпопулярніших павуків належать представники видів Avicularia versicolor.